# طایفه

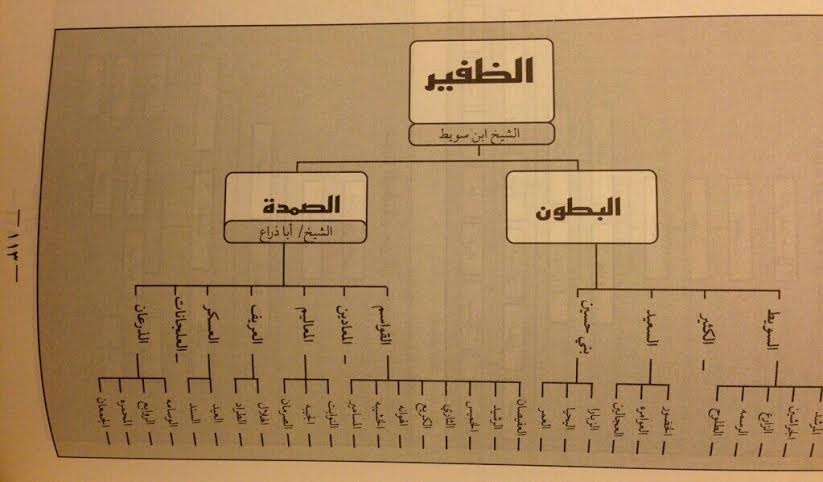
اسامی یک طایفه

طایفه (به انگلیسی: Clan) به گروهی از افراد گفته می‌شود که با هم خویشاوندی یا هم‌خونی داشته باشند. و نیاکان آنان یکی باشد. حتی اگر جزئیات نسب ناشناخته باشد. اعضای طایفه ممکن است حول یک نسب مشترک یا اجدادی از یک نژاد سازماندهی شوند. در جوامع بومی، طایفه‌ها تمایل به درون‌همسری دارند، به این معنی که اعضای آن‌ها فقط می‌توانند با هم طایفه‌ای خود ازدواج کنند. اعضا ممکن است با یک نشان یا نماد هویت خود را نشان دهند تا نمایانگر این موضوع باشد که آن‌ها طایفه‌ای مستقل و جداگانه هستند. پیوندهای مبتنی بر خویشاوندی نیز ممکن است دارای جد نمادین باشند، به این ترتیب که طایفه دارای یک جد مشترک «مشروط» هستند که نمادی از وحدت قبیله است. هنگامی که این «جد» غیرانسانی باشد، از آن به عنوان توتِم یاد می‌شود، که اغلب حیوان است. در جامعه عشایری ایران عبارت از یک واحد اجتماعی ـ سیاسی متشکل از چند تیره عشایر است و در سلسله مراتب رده‌های ایلی، مهم‌ترین و مشخص‌ترین رده به‌شمار می‌رود. در سلسله مراتب سازمان اجتماعی عشایر ایران، اکثر طوایف بین ایل و تیره قرار می‌گیرند اما طوایفی نیز وجود دارند که به هیچ ایلی وابسته نبوده و طایفه مستقل نامیده می‌شوند.

## طوایف به عنوان واحدهای سیاسی
در فرهنگها و موقعیتهای مختلف، یک طایفه معمولاً معنای متفاوتی نسبت به سایر گروه‌های وابسته به خویشاوندان، مانند قبایل و گروه‌ها دارد. اغلب، عامل متمایز کننده این است که یک طایفه بخش کوچکتر و جدایی ناپذیر از یک جامعه بزرگتر مانند قبیله، یا یک دولت است. در برخی جوامع، طایفه‌ها ممکن است دارای یک رهبر رسمی مانند رئیس، مادرسالار یا پدرسالار باشند. یا چنین نقش رهبری توسط بزرگان انجام می‌شود. در برخی دیگر، ممکن است مجبور به دستیابی به موقعیت‌های رهبری باشید. به عنوان مثال می‌توان به طایفه‌های ایرلندی، اسکاتلندی، چینی، کره ای و ژاپنی اشاره کرد که به عنوان گروه خویشاوندی در ملل مربوطه وجود دارند. اما توجه داشته باشید که قبایل و گروه‌ها نیز می‌توانند اجزای جوامع بزرگتر باشند.

## ریشه‌شناسی
ریشه از واژه عربی طایفة می‌باشد. مذکر این کلمه طایف است.